# Вілліямс
Підводний кратер Вілліямс — знаходиться на дні депресії у межах Алеутського архіпелагу на глибині 500 м. Діаметр кратера складає 3 км.